# Rotondella (olivo)
La Rotondella è una cultivar di olivo chiamata così per la forma rotondeggiante delle olive. 
È molto diffusa nel Salernitano e la si ritrova anche in altre zone e in particolare nell’areale (zona nord-ovest del Foggiano) della Peranzana cultivar con basso indice di autofertilità. Nelle piantagioni di Peranzana la Rotondella, infatti, è presente per il 5% - 15% come ausilio alla impollinazione di questa specie.

## Caratteristiche
Albero di portamento medio con foglie piccole e rami corti e sottili e quindi molto fragili. Anche la pezzatura dei frutti è medio piccola. Pianta resistente al freddo e alla siccità e coltivata anche su terreni collinari e rocciosi; queste caratteristiche la fanno definire una pianta “rustica” che richiede pochi interventi salvo la potatura.
Elevata è invece la resa che è fra I 21 e 23 kg per quintale.